# Antigua Corinto
Corinto (o Korinto) (en griego: Κόρινθος, Kórinthos; en latín: Corinthus) fue una ciudad-estado (polis) ubicada en el istmo de Corinto, la estrecha franja de tierra que une el Peloponeso con la Grecia continental, a medio camino entre Atenas y Esparta. La ciudad moderna de Corinto se encuentra a aproximadamente 5 km al noreste de las ruinas antiguas. Desde 1896, las excavaciones arqueológicas sistemáticas de Corinto llevadas a cabo por la American School of Classical Studies at Athens han revelado grandes partes de la ciudad antigua e investigaciones recientes dirigidas por el Ministerio de Cultura griego han ilustrado importantes facetas nuevas sobre la Antigüedad.

## Mitos fundacionales
En un mito corintio relatado en el siglo II a. C. por Pausanias, Briareo, uno de los Hecatónquiros, fue el árbitro en una disputa entre Poseidón y Helios, entre el mar y el sol: su veredicto fue que el istmo de Corinto pertenecería a Poseidón y la acrópolis de Corinto, Acrocorinto, a Helios.
La fuente Pirene está ubicada en el recinto delimitado por las murallas de la acrópolis. En su obra Descripción de Grecia, Pausanias refiere esto: 

Detrás del templo hay una fuente que, según dicen, es regalo de Asopo. Habiendo visto Sísifo a Zeus raptar a la hija de ese río, se negó a decirle al padre quién era el raptor hasta que le diera un manantial en el Acrocorinto.

Algunos de los reyes míticos de Corinto más relevantes fueron Pólibo, padre adoptivo de Edipo o Belerofonte, que tuvo que abandonar la ciudad tras matar accidentalmente a su hermano.  

## Historia

### Neolítico y Edad del Bronce
El área de Corinto ha estado habitada desde el periodo neolítico. La zona del istmo estuvo ampliamente habitada en la época micénica, pero no se han hallado  restos de ninguna estructura palacial en el área. Por otra parte, en las tablillas micénicas de lineal B aparece el topónimo Ko-ri-to, que algunos han interpretado como la denominación de Corinto, aunque este topónimo ha aparecido en un lugar del Peloponeso bastante alejado, el palacio de Pilo, por lo que tal interpretación ha sido objeto de debate.

### Época Oscura
Corinto es mencionada por Homero entre los territorios que lucharon bajo el mando de Agamenón en la guerra de Troya, si bien este autor también utiliza el antiguo nombre de Éfira para referirse a esta ciudad. Por otra parte, la tradición dice que cuando los dorios llegaron a Corinto, tuvieron que luchar contra los eolios o contra los jonios que habitaban en la ciudad. Cuando los dorios alcanzaron el poder, reinaron en Corinto durante muchas generaciones. Según indica Diodoro Sículo desde que llegaron los heráclidas (que, según la tradición, acompañaban a los dorios) hasta la tiranía de Cípselo en Corinto pasaron 447 años.

### Época Arcaica
Antes de la llegada de Cípselo, sin embargo, destacaron los llamados reyes Baquíadas (en griego antiguo: Βακχιάδαι Bakkhiadai). Estos pertenecían a un clan dórico muy unido, era la familia gobernante de la Corinto arcaica en los siglos VIII y VII a. C., un período de expansión del poder cultural corintio. En 747 a. C., una revolución aristocrática encabezada por el clan baquíada, compuesto por un par de cientos de hombres, derrocó al rey Telestes y, tomó el poder. Posteriormente, Telestes fue asesinado por Arieo y Perantas, que a su vez eran baquíadas. Gobernaron como un grupo: se elegía anualmente un pritano, quien ocupaba el cargo real por un breve plazo, sin duda, un consejo (aunque no está documentado específicamente en los materiales literarios) y un polemarco para comandar el ejército.
Durante el gobierno baquíada, de 747 a 657 a. C., Corinto se convirtió en un Estado unificado. En esta época se construyeron grandes edificios públicos y monumentos. Los corintios fundaron durante el período Baquíada muchas ciudades: Molicria, Siracusa (hacia el 734 a. C.), Córcira (hacia el 733 a. C.) y otras.
Para 730 a. C., Corinto emergió como una gran ciudad griega, gracias al comercio marítimo y el desarrollo de su industria cerámica. Según Tucídides los corintios, en el siglo VII a. C, fueron los primeros en ocuparse de las construcciones navales con técnicas muy semejantes a las de la época en que él escribió. Según él, el armador corintio Aminocles habría inventado el trirreme, construyendo cuatro para los samios, hacia el año 704 a. C.
Aristóteles cuenta la historia de Filolao de Corinto, un baquíada que era legislador en Tebas y se convirtió en amante de Diocles, el ganador de los Juegos Olímpicos. Ambos vivieron durante el resto de sus vidas en Tebas. Sus tumbas fueron construidas cerca una de otra, y la de Filolao apuntaba hacia Corinto, mientras que la Diocles le daba la espalda.

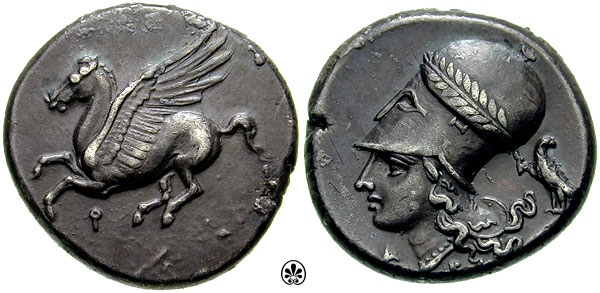
Estatero típica de Corinto con el caballo Pegaso, h. 345-307 a. C.

Cípselo, quien había sido un polemarca, obtuvo una profecía del oráculo de Delfos y la interpretó como que debía tomar el control de Corinto. Así, en 657 a. C., los Baquíadas fueron expulsados por el tirano Cípselo, cuya propia madre era de dicho linaje, pero, por ser pobre se casó fuera del clan. Los Baquíadas huyeron.
Fue una de las primeras ciudades griegas en utilizar la moneda. Estas eran muy importantes debido a la actividad principal de la ciudad. Las primeras de ellas fueron acuñadas en el siglo VII a. C.
Tenían diversos motivos, figuras mitológicas, animales y otras acompañadas de pequeños símbolos que las distinguían.
Corinto era la ciudad que organizaba los juegos Ístmicos, de similares características a los celebrados en Olimpia aunque menos famosos que estos.
Cípselo (657-627 a. C.) fue sustituido por su hijo Periandro (627-583 a. C.), que fue protector del comercio y las artes. Siguió fundando colonias: Ambracia, Anactorio, Léucade, Apolonia de Iliria y otras.
En el 635 a. C. la colonia de Corcira derrotó a su metrópoli en una batalla naval, pero después fue nuevamente sometida. La única colonia al este del golfo Sarónico fue Potidea en la Calcídica. A Periandro le sucedió su nieto Psamético que reinó sólo tres años y fue derrocado por los espartanos que instituyeron un gobierno aristocrático y Corinto fue un aliado permanente de la confederación lacedemonia.
En un período posterior los corintios rechazaron ayudar a Cleómenes I, rey de Esparta a restaurar a Hipias de Atenas, y enviaron 20 trirremes a Atenas para ayudarla en la guerra contra Egina.

### Periodo clásico
Pero después de la guerras médicas, Megara se alió con Atenas y los corintios entraron en guerra con Megara, territorio que invadieron, pero fueron derrotados por el estratego ateniense Mirónides (457 a. C.). Después se firmó la paz, pero la enemistad con Atenas siguió, sobre todo por la ayuda de ésta a la excolonia de Corcira, que fue una de las causas de la guerra del Peloponeso. (Véase Guerra civil de Corcira).
Durante esta guerra la flota peloponesia fue básicamente corintia. Con la Paz de Nicias del 421 a. C., los corintios no se quisieron sumar e intentaron configurar otra liga con Argos, Mantinea y Élide, pero pronto volvió a formar alianza con Esparta, que se mantuvo hasta el final de la guerra. Cuando Atenas se rindió después de la batalla de Egospótamos, los corintios y beocios pidieron arrasar la ciudad derrotada, pero el espartiata Lisandro no lo consintió.

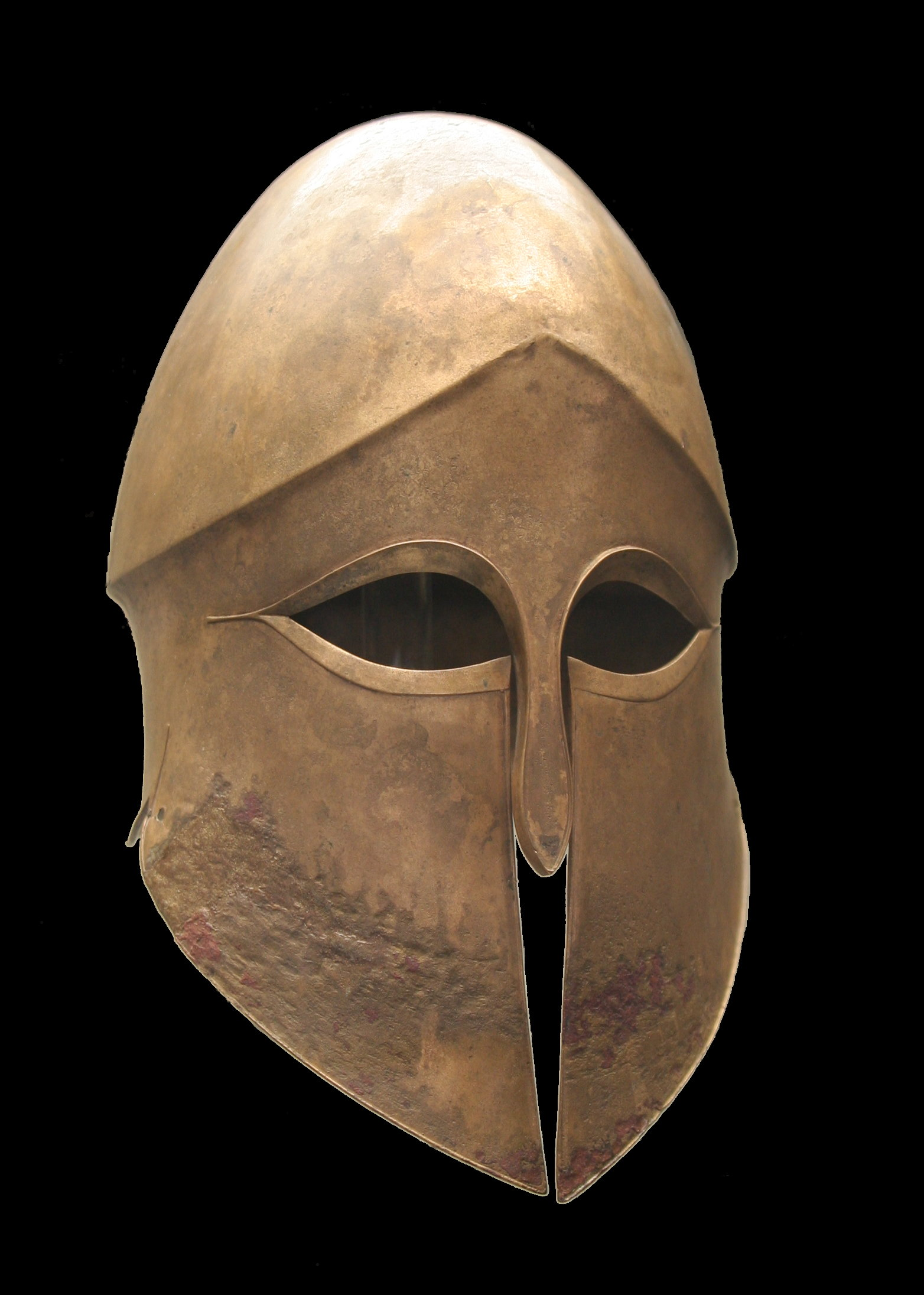
Casco corintio.

La hegemonía espartana pronto se mostró más opresiva que la ateniense, de modo que los corintios, junto a los argivos, atenienses y beocios configuraron una coalición que, sustentada en las profundas arcas persas, hizo frente al imperialismo espartano en la llamada guerra de Corinto (395-386 a. C.), buena parte de la cual fue dirimida en su territorio. En el verano de 394 tuvieron lugar dos de las mayores batallas hoplíticas del mundo griego antiguo, en Nemea y Coronea, ambas vencidas «técnicamente» por los lacedemonios, que no obtuvieron ventajas estratégicas. En los siguientes años la Corintia fue sometida a una guerra de depredación y de pillaje que provocó el estallido de una stásis o conflicto civil en el seno de la ciudadanía, alentada por los intereses de los estados hegemónicos. Según Jenofonte, los argivos aprovecharon esta situación para anexionarse Corinto, pero más probablemente el filolaconio Jenofonte convirtió en sinecismo o unión política la presencia de una guarnición militar argiva en el Acrocorinto, la ciudadela o acrópolis corintia. De cualquier forma la Paz del Rey o Paz de Antálcidas, alcanzada en la primavera de 386 a. C., acabó con cualquier proyecto argivo de anexión sobre Corinto al evacuar la guarnición del Acrocorinto; además de permitir el retorno de los exiliados corintios, obviamente filoespartanos, que procuraron la fidelidad de Corinto hacia Esparta en los años sucesivos.
En la guerra que siguió entre Tebas y Esparta, los corintios fueron leales a Esparta, pero el territorio hubo de firmar una paz separada.
La ciudad permaneció independiente bajo gobierno oligárquico. Timófanes intentó conseguir la tiranía, pero fue muerto por su propio hermano Timoleón (344 a. C.). En el año 338 a. C. la ciudad fue conquistada por Filipo II de Macedonia, que la hizo el centro de la Liga de Corinto, controlada por él mismo.

### Periodo helenístico
Después de la batalla de Queronea los macedonios establecieron una guarnición en el Acrocorinto. Esta guarnición fue sorprendida por el líder de la Liga Aquea, Arato, que incorporó Corinto a dicha liga (243 a. C.).
En 223 a. C., la ciudad fue ocupada por Antígono III Dosón que la quería como base contra la Liga Etolia y Cleómenes. Filipo, hijo adoptivo de Antígono la conservó hasta que fue derrotado en la batalla de Cinoscéfalas (197 a. C.) y Corinto fue declarada ciudad libre por los romanos y unida a la Liga Aquea otra vez.
Una guarnición romana se estableció en el Acrocorinto. Corinto fue después capital de la Liga y fue allí donde los embajadores romanos fueron maltratados lo que provocó el ultimátum del Senado romano a la Liga. Derrotada esta, el cónsul romano Lucio Mumio entró en Corinto sin oposición y se vengó de la ciudad y sus habitantes: los hombres fueron ejecutados y las mujeres y los niños fueron vendidos como esclavos; las obras de arte fueron llevadas a Roma y la ciudad fue saqueada y destruida (146 a. C.) Continuó despoblada y destruida unos cien años y su territorio fue entregado a Sición o fue hecho ager público. El comercio se trasladó a Delos.

### Periodo romano
En el año 46 a. C., Julio César, decidió reconstruir la ciudad y envió una colonia de veteranos y hombres libres (Colonia Julia Corintia o Colonia Juli Corint o Colonia Julia Corintia Augusta, según las diferentes inscripciones). La ciudad se recuperó (44 a. C.) y cuando Pablo de Tarso la visitó en el siglo I, era una ciudad importante, capital de la provincia de Acaya, y residencia del procónsul de Acaya Junius Gallio. Pablo de Tarso fundó un grupo cristiano el año 50, al cual dirigió sus epístolas. En el siglo II, fue visitada por Pausanias y tenía numerosos edificios. Continuó siendo la capital de la provincia romana de Acaya durante todo el Imperio romano. En 395 fue saqueada por Alarico I y en 521 fue destruida por un terremoto.
Corinto se caracterizó por la difusión del arte. Pinturas, esculturas de mármol y bronce, y las famosas jarras de terracota estuvieron entre las obras que se producían. También fue una ciudad donde se desarrolló la poesía, pero en cambio no hay noticias sobre sus oradores.
Los corintios tenían predicamento de ser sexualmente liberales, a los que contribuía el hecho de tener un puerto con un gran tránsito de mercancías, y por lo tanto, con gran afluencia de marineros de muchos lugares. En el santuario de Afrodita, sito en el Acrocorinto, se practicaba la prostitución sagrada, y tenía más de un millar de heteras esclavas.
El emperador romano Adriano la embelleció alcanzando gran prosperidad.
Pero tanta opulencia atrajo a otros pueblos para saquear sus riquezas. Estos pueblos fueron los hérulos en el siglo III, los visigodos en el siglo IV y en el VIII los eslavos.

### Desde la Edad Media hasta el terremoto de 1858
Por lo demás, siguió la suerte del resto de Grecia y por tanto perteneció sucesivamente a los emperadores bizantinos de Constantinopla. Fue conquistada por los francos en 1205, luego por los venecianos y en 1459 por los otomanos.
Un gran terremoto en 1858 provocó la destrucción de la antigua ciudad y su reconstrucción varios kilómetros al norte, junto al mar.

## Ciudad antigua
La ciudad actual está unos 6 km al noreste de la antigua que estaba situada en el istmo de Corinto en la prolongación hacia este de las montañas de Geranea, procedentes del norte y que llegaban de lado a lado. Estaba en el golfo Sarónico y estaba unida por una vía a Megara.
Tenía al sur las montañas Oneia y la ciudadela estaba en una roca llamada Acrocorinto; la parte plana estaba protegida por murallas (Muros Largos) que protegían la zona hasta el puerto de la ciudad, que estaba en Lequeo y la zona de Céncreas. La ciudad protegía los tres pasos del istmo. Después del terremoto del siglo VI que la destruyó se convirtió en un lugar conocido como Gorto, hasta el siglo XIX cuando recuperó su nombre.

### Población
Se ha estimado que en el siglo V a. C. Corinto tenía una población libre de entre 46 000 y 51 000 habitantes y una población total, incluyendo esclavos, de entre 66 000 y 73 000.

## Monumentos y edificios de la Antigüedad
En tiempos de Pausanias, destacaban en Corinto los siguientes monumentos y edificios:

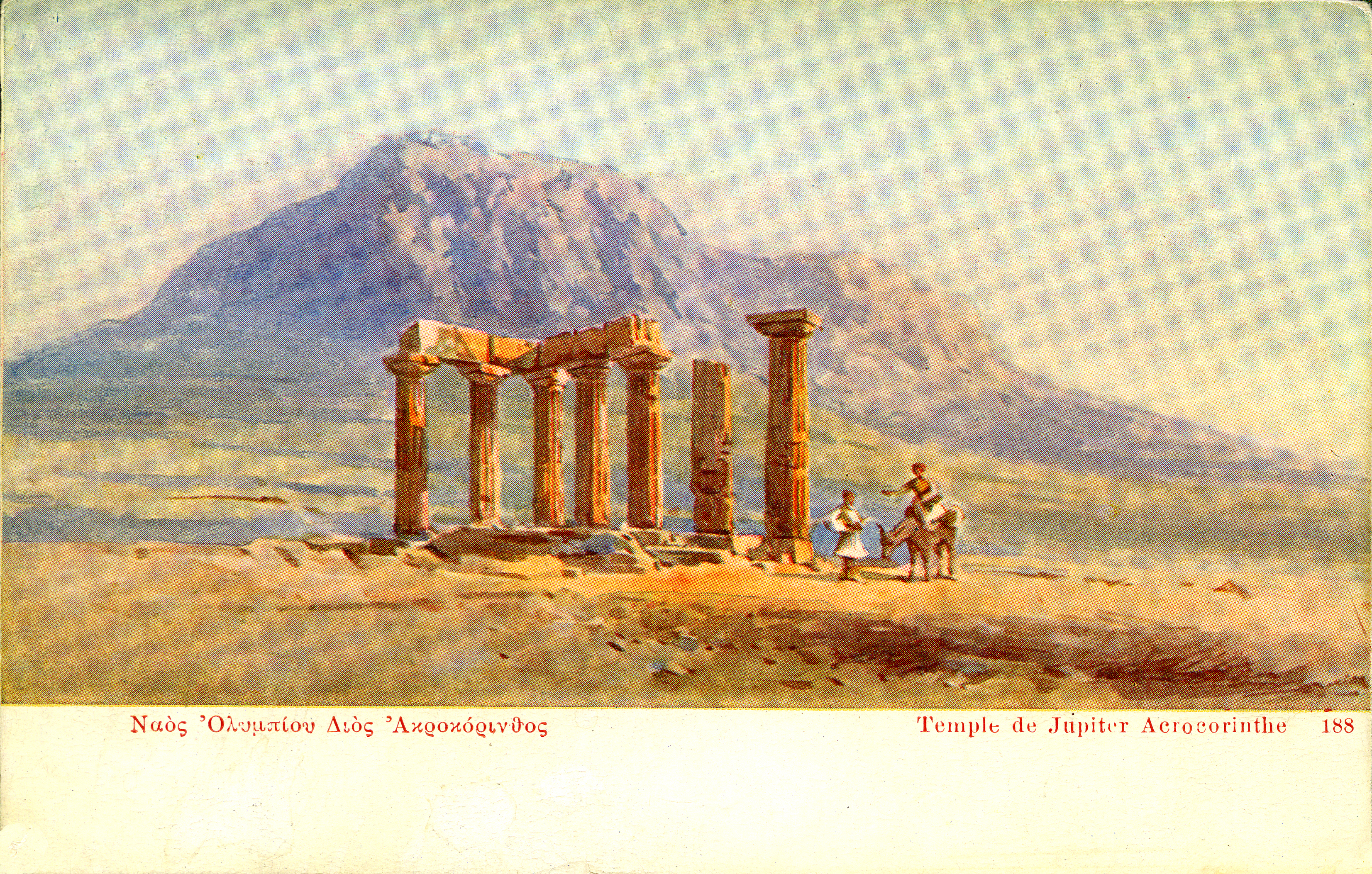
Ilustración del Acrocorinto.

- En el puerto de Lequeo había un santuario de Poseidón y una imagen suya de bronce.
- En el puerto de Céncreas (el puerto del golfo Sarónico) se ubicaban un templo de Afrodita con estatua de mármol, una estatua de Poseidón de bronce, un Asclepeion y un templo de Isis, además de un torrente de agua salada y tibia llamado baño de Helena.
- Junto a la puerta de Corinto, viniendo de Céncreas, estaba la tumba de Diógenes de Sinope.
- Ante la ciudad se hallaba el bosque sagrado de Craneon, con un recinto de Belerofonte, un templo de Afrodita Melénide y la tumba de Lais.
- El ágora incluía una estatua de Artemisa Efesia, xoanas de Dioniso, un templo de Tiqué (Fortuna), un santuario de todos los dioses, estatuas de Poseidón, Apolo Clario, Afrodita, Hermes, Zeus, Atenea y las musas y un templo de Octavia (dedicado a la hermana de Augusto).
- En el camino a Lequeo había unos propileos con dos carros dorados sobre los que estaban representados Faetón y Helios, además de una estatua de bronce de Heracles en sus proximidades. También había en ese camino una estatua de bronce de Hermes sentado con un carnero, otra estatua de Poseidón y Leucotea y otra de Palemón sobre un delfín.
- La fuente Pirene, junto a la que había una estatua de Apolo y un recinto con una pintura de Odiseo atacando a los pretendientes.
- Numerosas termas por la ciudad. Ante las llamadas termas de Euricles había imágenes de Poseidón y Artemisa.
- Numerosas fuentes, puesto que el emperador Adriano había hecho obras para traer agua desde Estínfalo.
- En el camino desde el ágora hacia Sición había un templo y estatua de Apolo, la  fuente de Glauce, el odeón y la supuesta tumba de los hijos de Medea.
- El santuario de Atenea Calinítide; cerca de esta se hallaba una xoana de Heracles.
- El teatro
- Un gimnasio, junto al que se hallaban un templo de Zeus y otro de Asclepio.
- El Acrocorinto, con dos recintos sagrados de Isis, dos recintos sagrados de Serapis, altares de Helios, un santuario de Ananké y Bía, un templo de la Madre de los dioses, un templo de Deméter y Coré, un templo de las Moiras, un santuario de Hera Bunea, un templo de Afrodita, con imágenes de la diosa, de Helios y de Eros y una fuente de donde procedía el agua de la ciudad.
- La fuente Lerna
- El santuario de Zeus Capitolino
- La puerta teneática, junto a un santuario de Ilitía.
- En el camino a Sición había un templo de Apolo, que en tiempos de Pausanias estaba quemado.
- Además, Pausanias tenía noticia de que había existido un templo de Zeus Olímpico, pero ya había sido destruido.[23]
- Estrabón también sitúa en el Acrocorinto, al pie de la fuente, el denominado Sisífeo, que tenía restos de un templo o palacio realizado en mármol.[24]

### Santuario de Hera

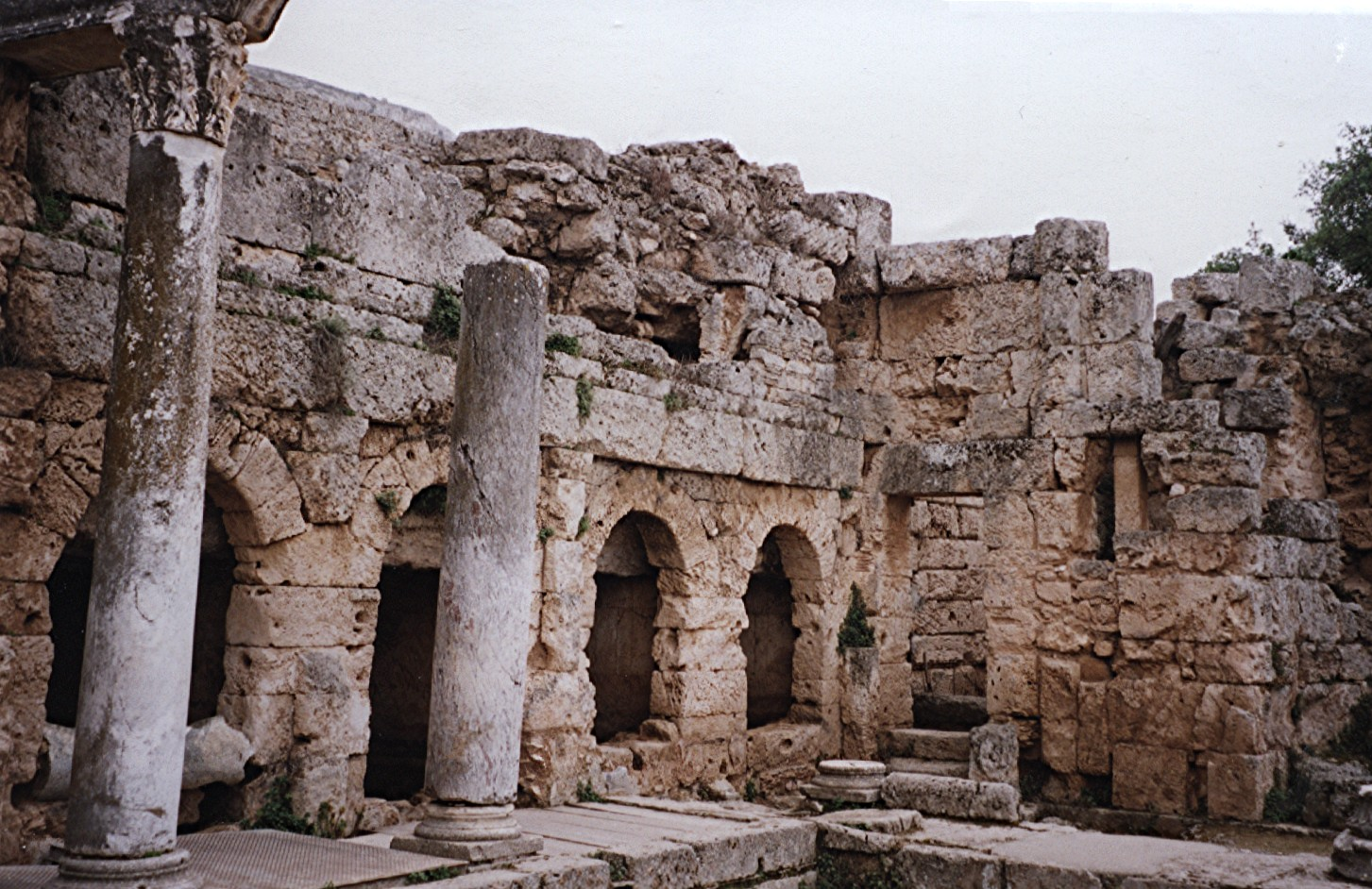
Termas romanas de Corinto.

Remontando el golfo de Corinto hacia el norte se llega a la península de Perachora, donde se encuentran los restos del santuario de Hera Acrea (ákron significa promontorio).

### Templo de Poseidón en Istmia
En otro emplazamiento próximo, en Istmia, se hallan restos de un templo dórico de Poseidón que fue erigido hacia el 700 a. C. y luego sustituido por un segundo templo de mayor tamaño hacia el 465 a. C.

## Restos arqueológicos
Entre los restos arqueológicos que se conservan en el yacimiento arqueológico destacan las siete columnas que quedan en pie del templo de Apolo que Pausanias ubicaba en la calle que partía del agora e iba hasta Sición. También se hallan restos destacados de la fuente Pirene, de la fuente Glauce, del templo de Asclepio, del ágora romana, del odeón, del teatro, del anfiteatro romano, y del llamado templo E, un templo romano que Pausanias dijo que había sido dedicado a Octavia, la hermana de Augusto. Asimismo hay restos del diolkos, una calzada usada para el transporte de embarcaciones a través del istmo.
En el acrocorinto se conservan murallas de diversas épocas, aunque predominan las de época bizantina que debieron levantarse en el siglo X. En la cima se hallan restos de numerosos edificios que incluyen iglesias bizantinas, torres venecianas y mezquitas turcas.
Además, en la colina de Korakou, situada cerca de la moderna Corinto, se han encontrado restos de la Edad de Bronce. 

Restos de Corinto
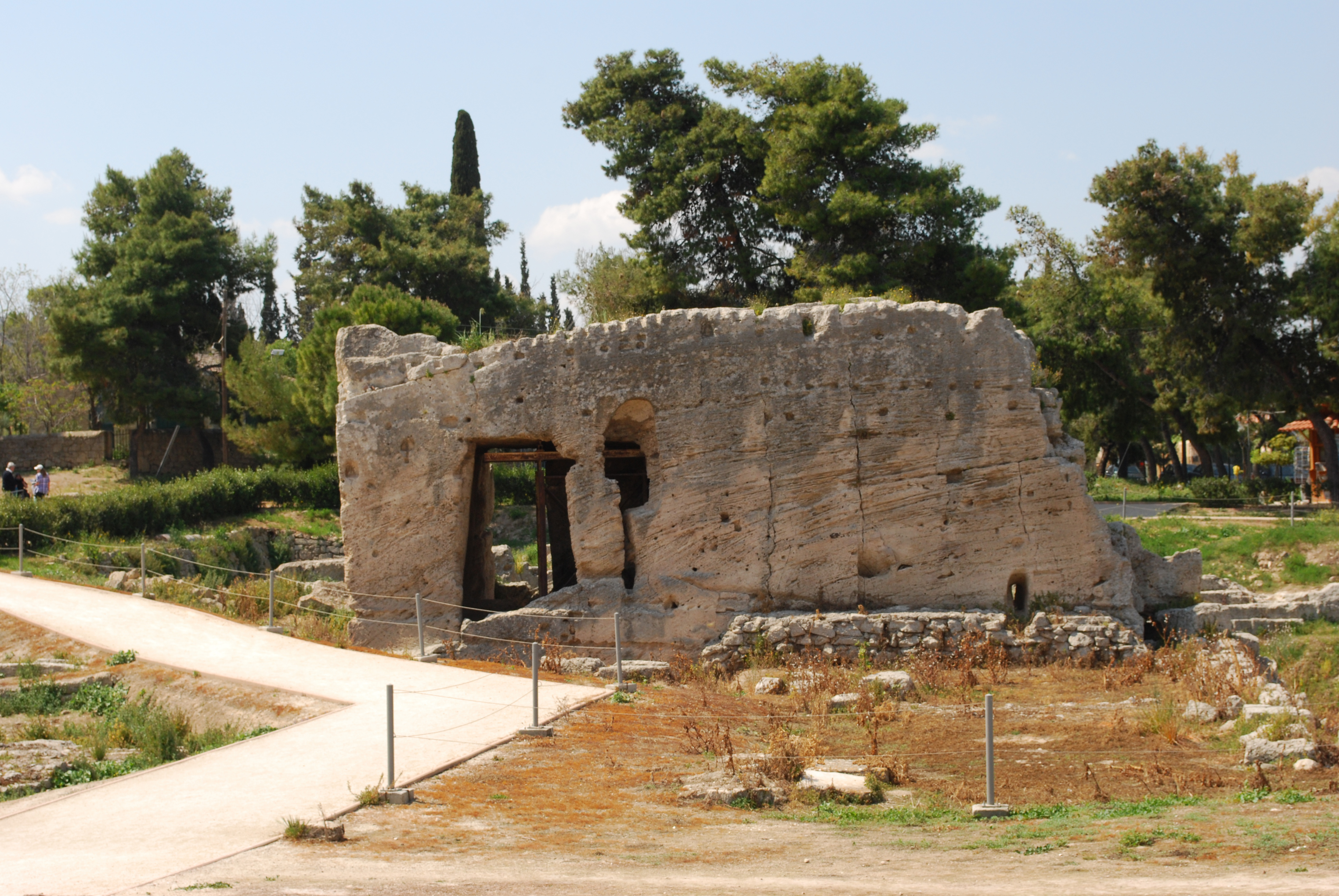
Fuente de Glauce.
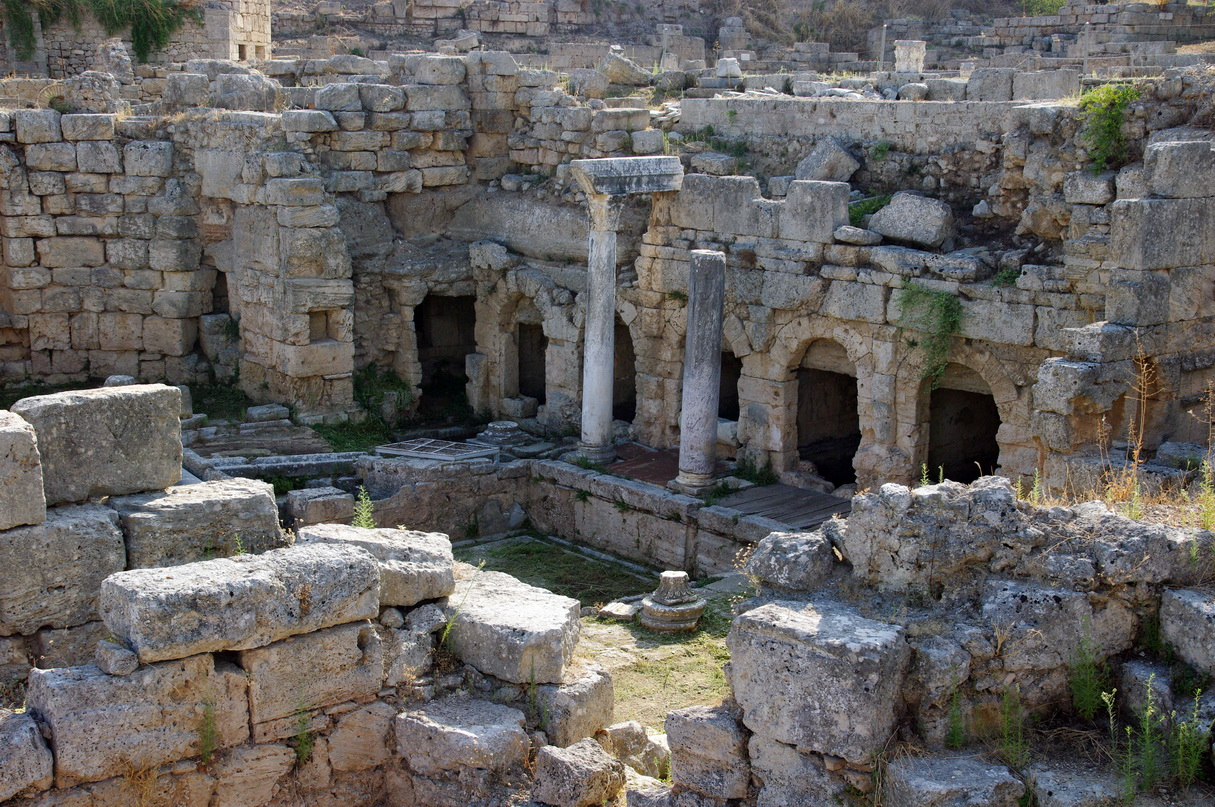
Fuente Pirene.
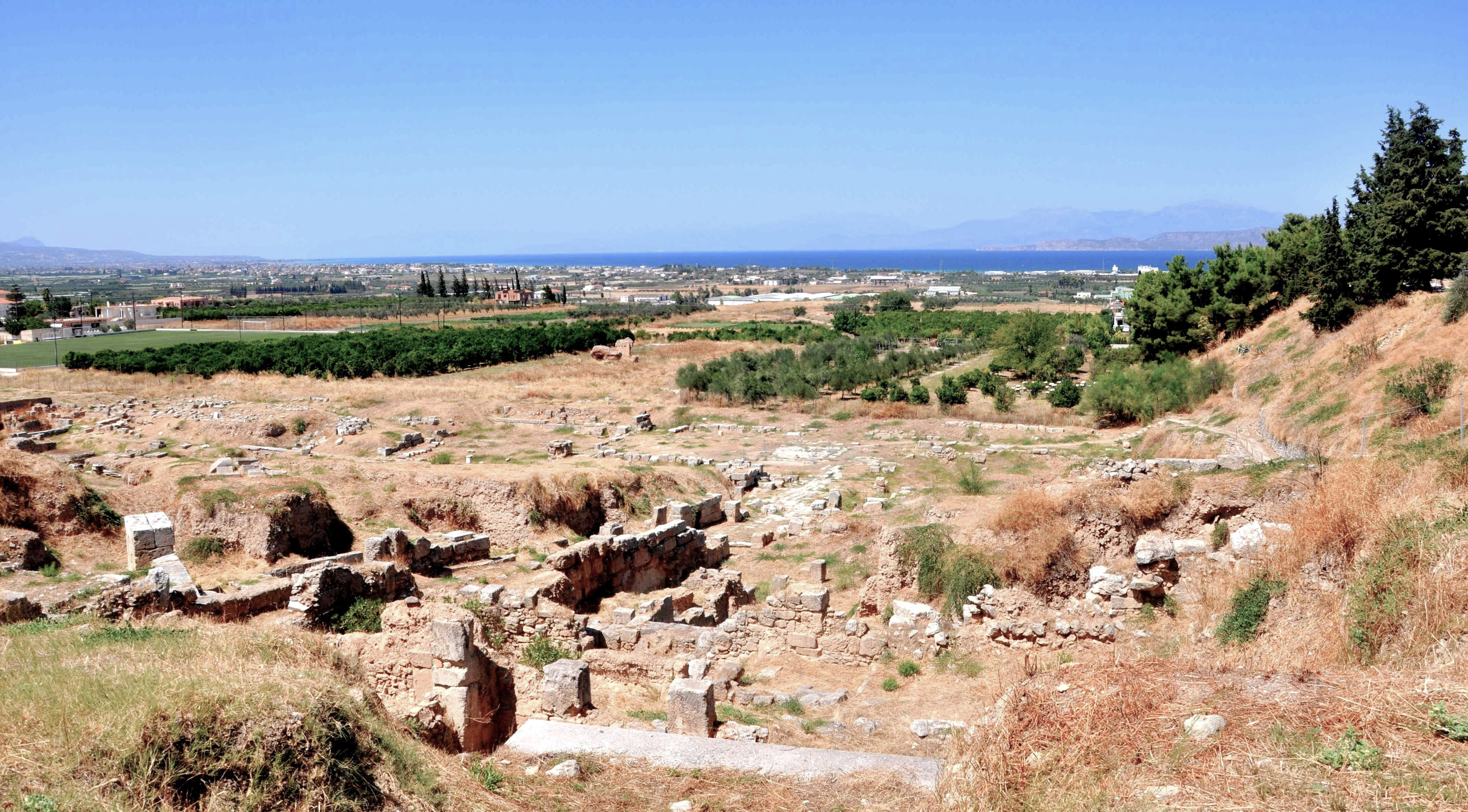
El teatro.
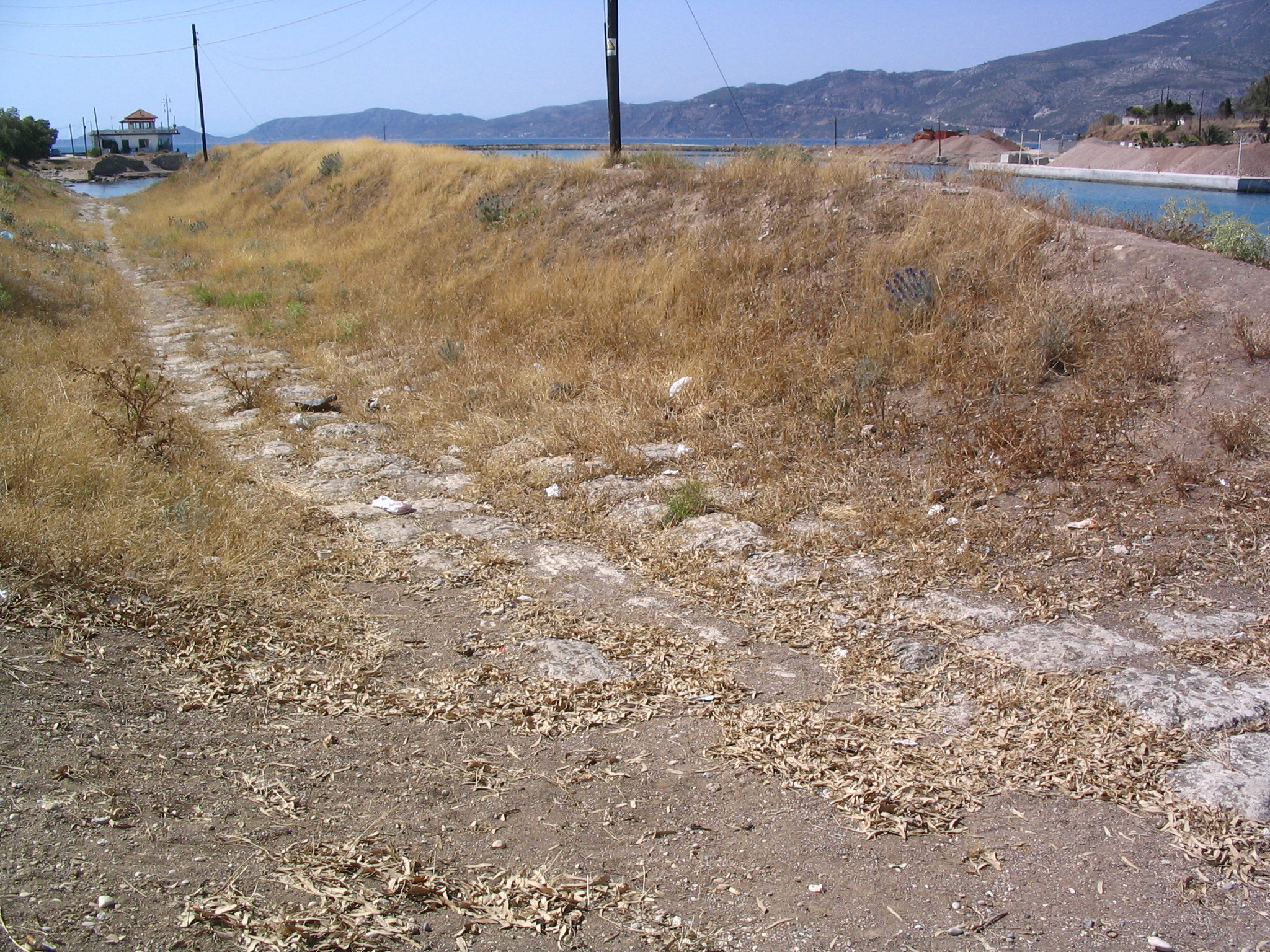
El diolkos.
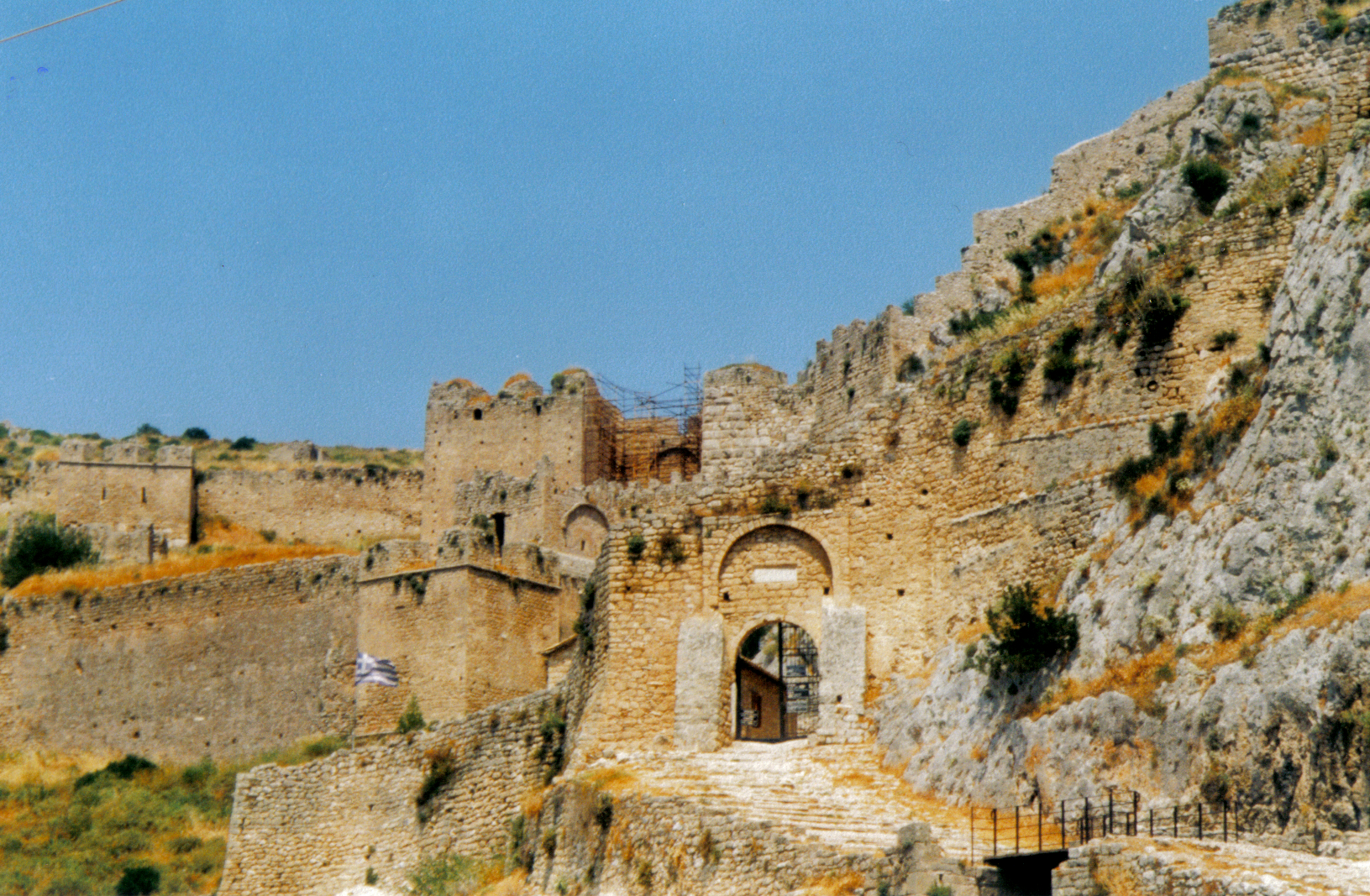
Fortificaciones del acrocorinto.

### Templo de Apolo
Hasta el último decenio del siglo XIX, el único e importante monumento que se levantaba en la plaza, a los pies del Acrocorinto, era en realidad un monumento arcaico: un templo dórico de grandes columnas monolíticas, actualmente identificado con el templo de Apolo.
El primero en recordarlo es Ciriaco de'Pizzicolli di Ancona, famoso navegante, anticuario y humanista que visitó Corinto en 1436.

«Entre muchas ruinas dispersas -escribe en latín- tan solo permanecen intactas diez enormes columnas del templo de Juno Corintia con sus grandes arquitrabes: las columnas tienen un diámetro de siete palmos (1,55 m), los arquitrabes, una longitud de dieciséis palmos (3,54 m)»

En realidad el número de las columnas entonces en pie era mayor de diez, probablemente trece, como resulta de un añadido del mismo tiempo de Ciriaco. El templo ha sido fechado, por la cerámica hallada, hacia el 540 a. C., aunque había sido erigido sobre un templo anterior. Se conservan en pie siete columnas del mismo.
En la descripción de una jornada de viaje contenida en el Códice Ambrosiano, atribuida a un tal Domenicus Brixianus y fechada en torno al 1470, se dice además:

«En Corinto, hacia el golfo de Patras, había edificios antiguos, muros gruesos de piedras cuadradas. Quedan ahora en pie unas doce o catorce columnas de mármol y bastante grandes, colocadas a escuadra».

Un monumento tan grande, el templo griego más grande del Peloponeso, no podía escapar a la atención de los diversos viajeros que visitaron Grecia en los siglos siguientes. Le Sieur Du Loir, que estuvo en Corinto antes de 1654, e incluso Jacques Spon y George Wheler, que la visitaron en 1676, encontraron un templo con doce columnas en pie (once del peristilo más una columna aislada en la zona del opistodomos.

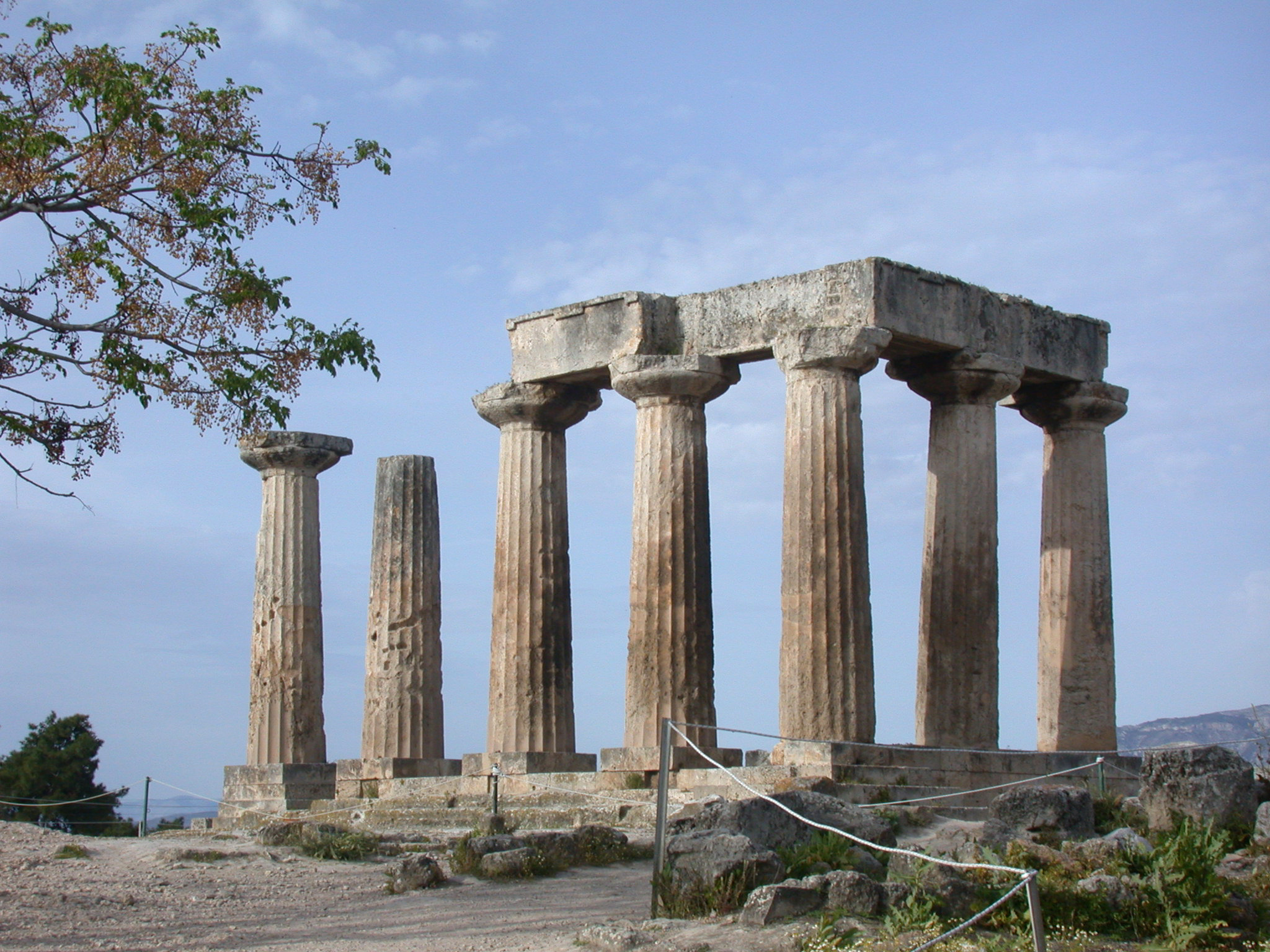
Templo de Apolo de Corinto.

Julien David Le Roy, que la vio poco después, probablemente exagera cuando dibuja el templo con catorce columnas (trece más una). Cuando J. Stuart visitó el edificio en 1776, se habían añadido pequeñas habitaciones turcas, pero todavía permanecían en pie once columnas del peristilo y una más aislada.
A. Blouet, sin embargo, que visitó Corinto en 1828 con la expedición científica francesa a Morea, sólo vio en pie siete columnas del peristilo, las que permanecen hoy. Aquella aislada o había sido demolida o se había desplomado antes de 1875. Las otras cuatro habían sido reducidas a fragmentos por el gobernador turco antes de 1818 para construir una casa.
William Martin Leake, a quien se deben importantes publicaciones sobre monumentos de Grecia, es el primero que lo ubica temporalmente en la mitad del siglo VII a. C. y que lo identifica, aunque erróneamente, con el templo recordado por Pausanias, de Atenea Calinítide, la diosa que había proporcionado a Belerofonte el caballo Pegaso, después de que ella lo había domado y puesto un freno.
El primer estudio científico del monumento se debe al célebre arquitecto y arqueólogo alemán Wilhelm Dörpfeld  en 1886. Clarificó parcialmente la planimetría y la forma del templo, examinó las restauraciones de la época romana, y lo atribuyó, dado que la cella estaba dividida en dos, a dos divinidades, con la exclusión de Atenea Calinítide.
Diez años después, la Escuela Americana de estudios clásicos de Atenas inició la excavación del templo, dirigida por R. B. Richardson. El área fue completamente explorada entre 1896 y 1901, y tras la primera campaña Richardson podía ya proponer la identificación del templo como el de Apolo, identificación que actualmente se considera cierta, tomando como base la descripción de Pausanias y a los monumentos vecinos, como la fuente de Glauce y el teatro romano.
Su datación ya está confirmada en torno al 540 a. C., por algunos fragmentos de cerámica encontrada entre los desperdicios acumulados al hacer los bloques.
El templo de Apolo, erguido sobre una altura que dominaba el ágora, era de grandes dimensiones, 21,5 por 53,8 m, y períptero, es decir, rodeado de una fila de columnas (28), seis en los lados cortos, 15 en los largos.
Cada columna era de un solo bloque y tenía 7,2 m de altura. En el interior de la columnata se abría la naos, precedida de una pronao y seguida del opistodomos, con dos columnas cada uno, entre las antas, y una doble cella, cuya cubierta venía sostenida por dos filas de columnas.
El refinamiento y lo imponente de la construcción vienen evidenciados por el uso de las correcciones ópticas, que aparecen por primera vez en un templo griego, curvando hacia arriba el estilóbato, tanto en los flancos como en el frente.
La exploración de la zona ha demostrado igualmente que en el mismo lugar se había levantado antes un templo todavía más arcaico, del siglo VII a. C.

### Ágoras
En la parte central de la ciudad antigua aparecieron los restos del ágora romana, y a un nivel inferior los pocos vestigios de la más pequeña ágora griega.
Bajo la basílica romana en la calle de Lequeo, se hallaron los restos de un mercado griego del siglo V a. C., llamada «ágora de los peces», en forma de gran galería.
El ágora romana, que medía unos 160 x 95 m, se extendía a dos niveles, separados por una fila de tiendas y estaba rodeada por templos, basílicas, pórticos y otros monumentos, y dominada por el cercano templo de Apolo y por el llamado templo de Octavia.
Los templos estaban agrupados en el lado oeste del ágora. Todos tenían una cella precedida por un pronaos con columnas. Se caracterizaban por un alto podio o basamento —típico de los templos romanos— que los hacía accesibles desde la plaza a través de una escalinata. Los arqueólogos estadounidenses los han denominado al igual que a los demás templos de Corinto con letras del alfabeto, de la D a la K.
El pequeño templo D estaba consagrado a Hermes. Pausanias vio una estatua del dios en su interior y otra ante la cella, posiblemente sobre la base circular cerca del ángulo sur de la cella. El templo F, donde se hallado una inscripción con el nombre de Venus, debería corresponder al templo de la Tique de la descripción de Pausanias. El templo G debería ser el Panteón, es decir, el templo dedicado a todas las divinidades, incluso los que no tenían un lugar específico de culto. Los templos H e I, que parecen construidos bajo el emperador Cómodo (algunos decenios después de la muerte de Pausanias) podrían estar dedicados a Hércules y Neptuno en el lugar que Pausanias recuerda los baños de Poseidón. Más retrasados respecto del ágora estaban los templos K y D: el primero orientado de manera diferente que los otros, podía estar dedicado a Apolo, el segundo parece estar consagrado a Hermes. Pausanias vio una estatua suya en el interior y otra delante de la cella, quizá sobre una base circular que se ha encontrado allí. Delante del lado oriental del templo K un templo monóptero, es decir, una construcción circular con ocho columnas corintias sobre un alto podio cuadrangular. En el arquitrabe hay una inscripción erigida por el magistrado local Cneo Babio Filino, conocido también por otras inscripciones de Corinto.

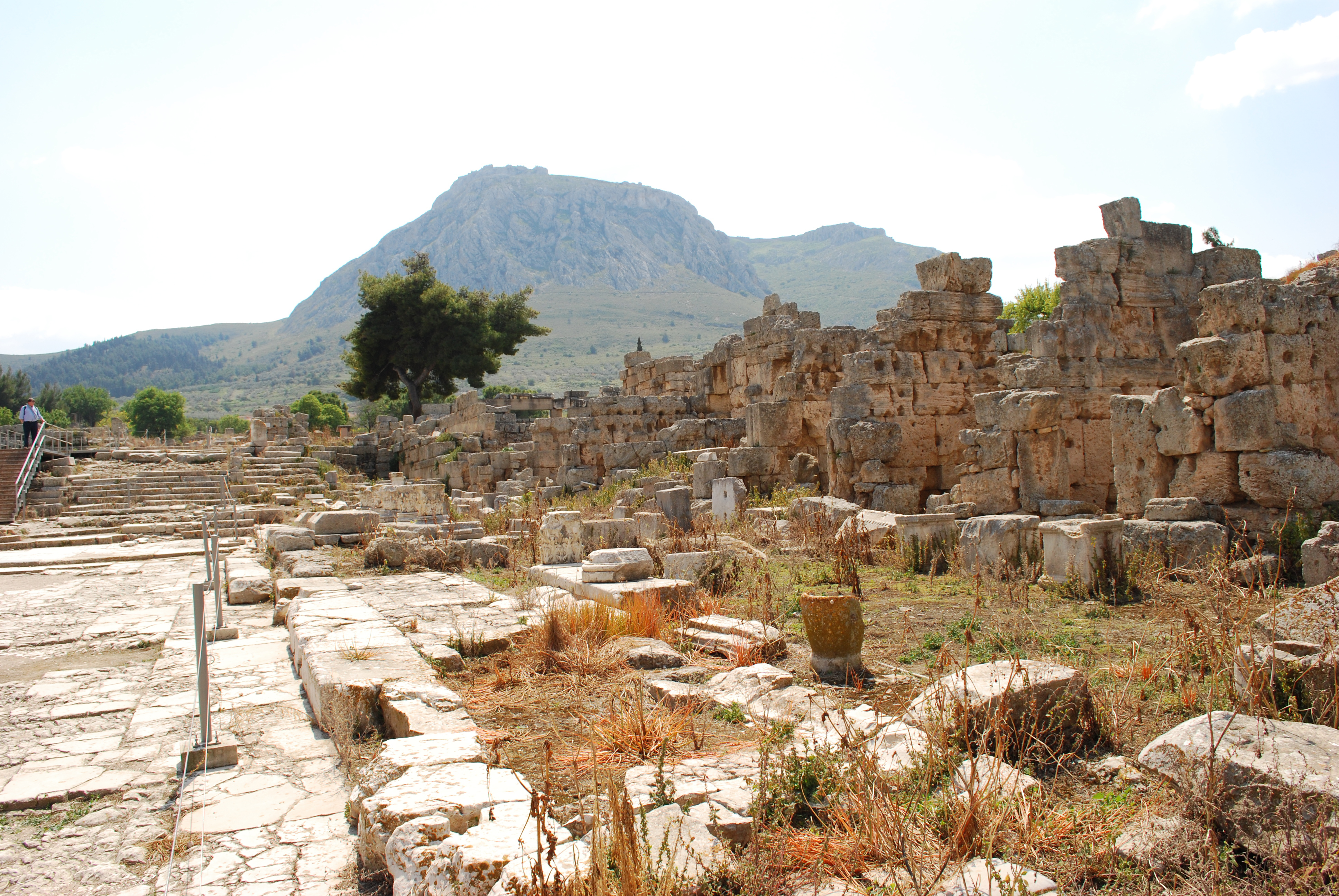
Calle del Lequeo.

El lado norte del ágora estaba formado, hacia el templo de Apolo, por un pórtico de 16 tiendas de época tardo imperial, y que precedía a un pórtico más antiguo. Más al este se elevaba la llamada facha de los prisioneros, es decir, el acceso monumental desde la plaza a una gran basílica romana construida longitudinalmente en la calle del Lequeo. Debajo de esta basílica se han encontrado los restos del mercado griego. La alta fachada estaba integrada por un pórtico en dos planos, en el que al menos cuatro columnas del plano superior habían sido sustituidas por estatuas colosales de bárbaros prisioneros erigidas en piares y apoyadas sobre plintos. El edificio ha sido atribuido al templo del emperador Septimio Severo. En los prisioneros se reconoce a los partos vencidos por él, en los plintos están representadas la Victoria y la Partia sojuzgada.
El acceso al foro desde la calle del Lequeo estaba formado por un gran arco sobre el que Pausanias vio las cuadrigas doradas de Helios y de su hijo Faetón. A continuación hay un pórtico detrás del cual está la fuente Anfítrite. En uso ya en época arcaica y celebrada por sus aguas, la fuente sufrió numerosas modificaciones hasta el arreglo monumental realizado por el mecenas Herodes Ático en el siglo II, con un gran patio con tres ábsides y un embalse rectangular al descubierto.

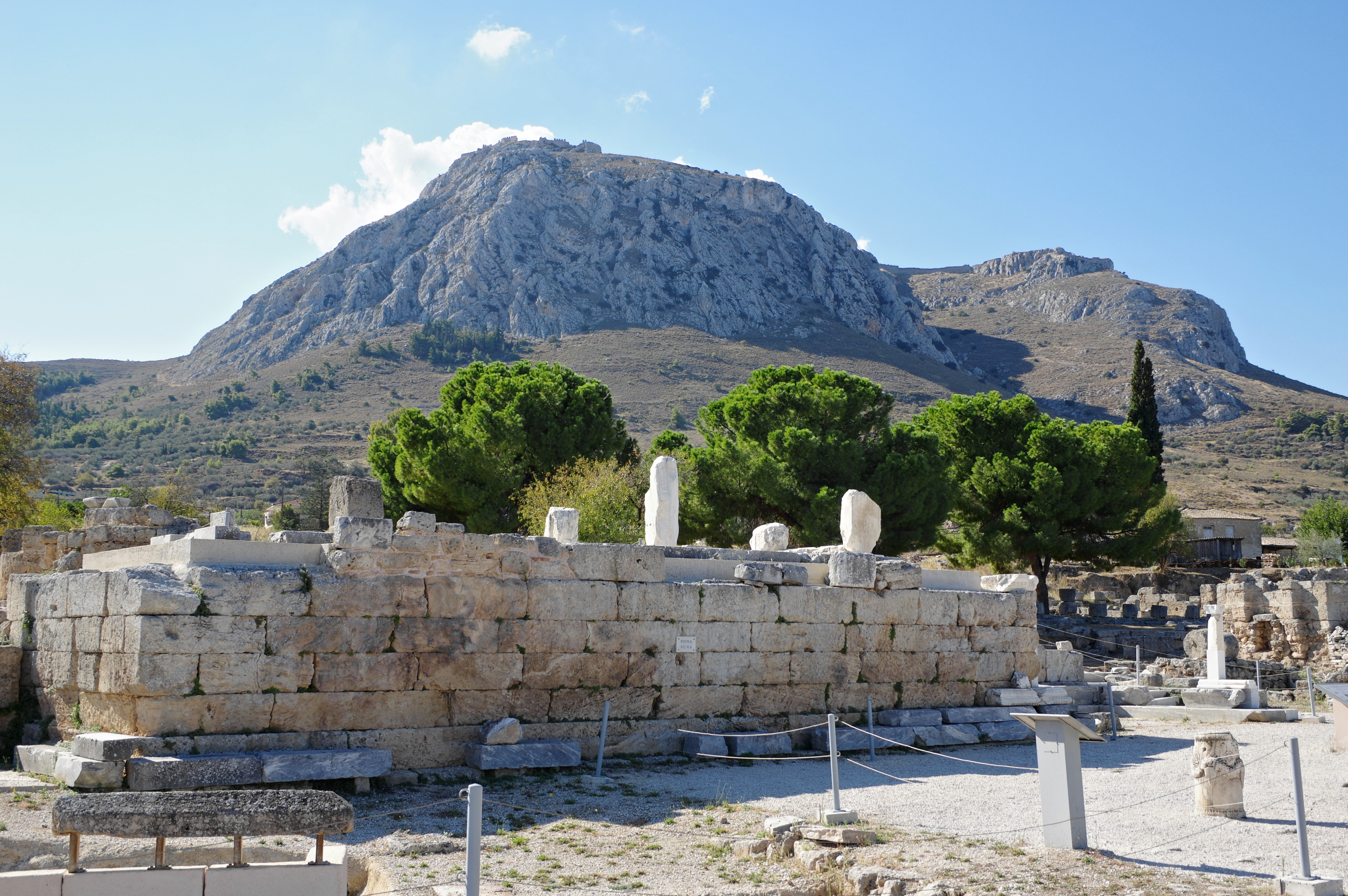
La bema.

El lado este del ágora está ocupado por los restos de la Basílica Julia, llamada así porque probablemente fue construida en la época de Augusto. Servía como tribunal y como sala de reuniones. Bajo la escalera de entrada se ha encontrado, en piedra calcárea, la línea de salida para los certámenes de carreras en el estadio, que ocupaba gran parte del ágora griega.
Las tiendas que delimitaban el lado sur del ágora, o más exactamente su nivel inferior, están interrumpidas en el centro por la bema, la tribuna desde la cual hablaban los oradores y el gobernador romano. Es tradición que Pablo de Tarso, acusado pro los judíos de Corinto, intervino aquí para defender la religión cristiana delante de Lucio Julio Galio Anneo (hermano del filósofo Séneca y tío del poeta Lucano), que fue procónsul, es decir, gobernador de la provincia de Acaya desde año 51 al 52. Sobre la bema se levantó en la Edad Media, una iglesia de tres naves de la que aún quedan los cimientos.

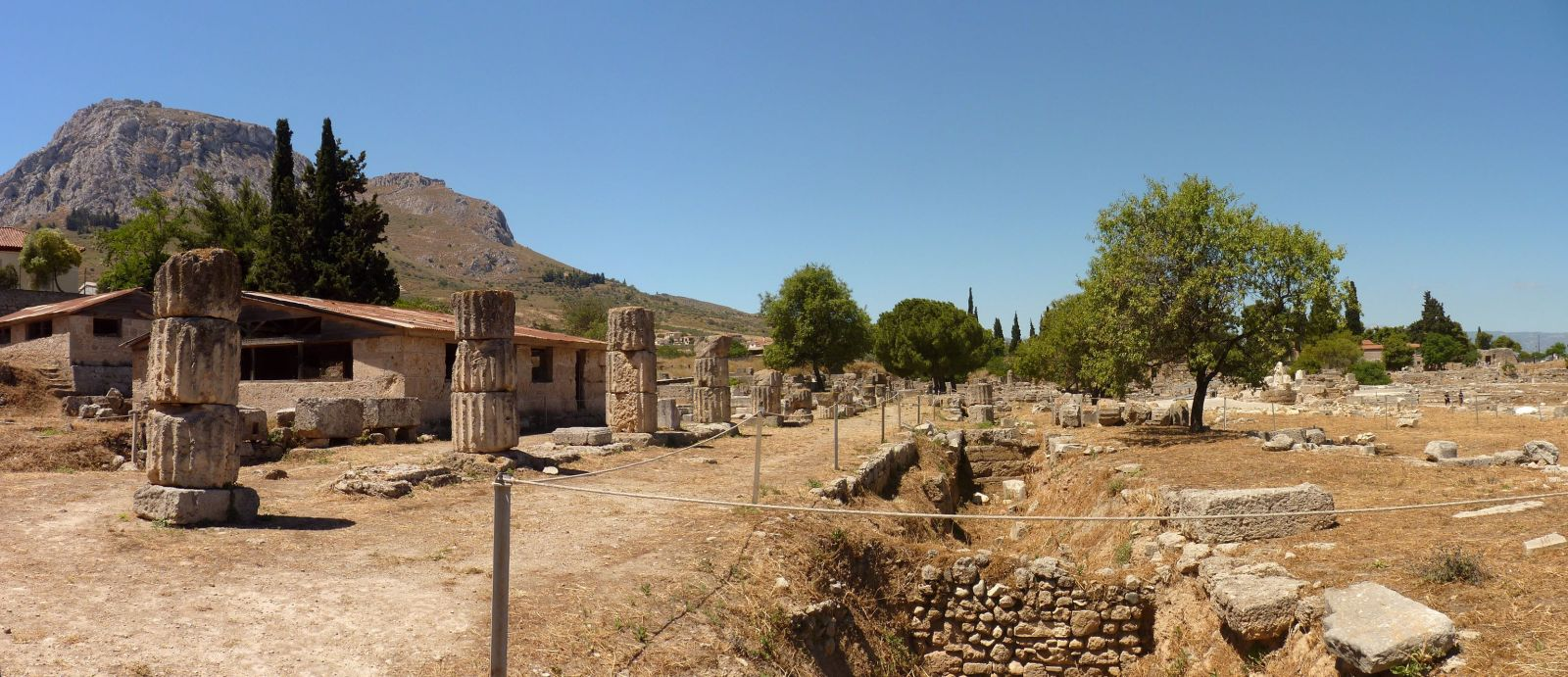
Estoa sur.

La parte más alta del ágora, a la que se accedía por escaleras abiertas entre las tiendas, estaba delimitada al sur por un pórtico en dos planos, de unos 160 m de largo, y construido en el siglo IV a. C., que se puede considerar la construcción civil más grande de la Antigua Grecia. Excavado una mitad en 1904, y la otra en 1933 y 1939, el resultado de la s excavaciones fue publicado en 1954 por Oscar Broneer, que estudió sus importantes modificaciones desde la época griega a la romana. Originariamente, la estoa sur estaba constituida por una doble columnata, con 71 columnas dóricas en el exterior y 34 jónicas en el interior, en las que se abrían 33 tiendas u oficinas de dos plantas. Cada tienda estaba dividida en dos ambientes, en el primero se encontraba un pozo de agua que llegaba desde la fuente Anfítrite. El destino del edificio no es aún totalmente seguro, dado que en las excavaciones se han hallado muchos fragmentos de copas de vino, se ha sugerido que se tate de una especie de gran albergue destinado a las muchas heteras de Corinto, o más sencillamente que reagrupara una serie de tabernas, en las que los pozos servirían para conservar frescos el vino y los alimentos. Pero puesto que el edificio es de época macedónica , se ha expuesto otra hipótesis: la estoa sur habría sido construida para alojar a los representantes o delegaciones de las diversas ciudades griegas, que habrían tenido en la planta superior sus alojamientos y en la inferior sus oficinas o almacenes, o también lugares de diversión. Cuando se disolvió la Liga de Corinto, después de Alejandro Magno, habría sido destinada a otros usos. En época romana el edificio fue reconstruido y ampliamente modificado. En una parte se pueden reconocer los edificios administrativos de la ciudad:  la sede de los agonotetas, que dirigían los Juegos Ístmicos, la curia o bouleterion, sede del senado local, la oficina de los duoviros, es decir, de los dos magistrados más importantes de la colonia, y también la oficina del gobernador de la provincia. Detrás del gran pórtico fue añadida una nueva basílica rectangular muy parecida a la Julia. Otro edificio, el llamado sudoriental, situado en el lado este del ágora, se ha propuesto su identificación con el tabularium, el archivo ciudadano. Estaba precedido por un pórtico jónico y dividido en tras naves.

### Centro urbano

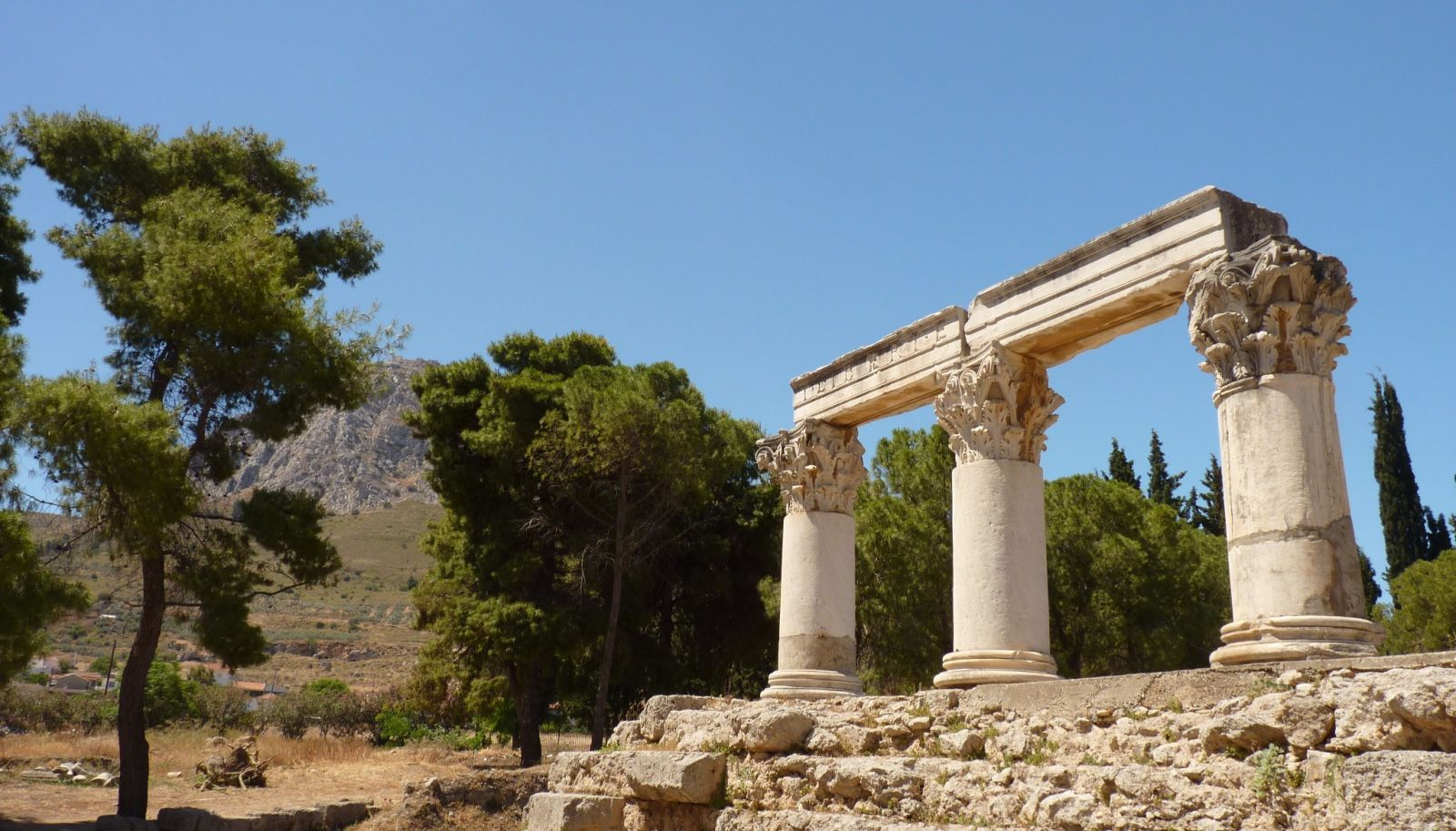
Templo E.

Al oeste del ágora, junto al moderno museo, están los restos de un gran templo períptero sobre un alto podio, el templo E, originariamente en el centro de un amplio patio. Su identificación, sobre la base de la descripción de Pausanias, con el templo dedicado a Octavia la Menor, la hermana de Augusto, es poco segura. Se ha pensado también en el Capitolio, el templo de la tríada capitolina: Júpiter, Juno y Minerva, o en un Augusteo, es decir, en un templo dedicado a la familia imperial julio claudia, fundadora de la nueva Corinto.
Más al norte está la fuente Creúsa excavada en la roca, entre las más antiguas y modificadas en diversas ocasiones. El cercano templo C, en un recinto cuadrado, ea quizás el de Hera Acrea, cuyo clto provenía probablemente de la no lejana Peracora.

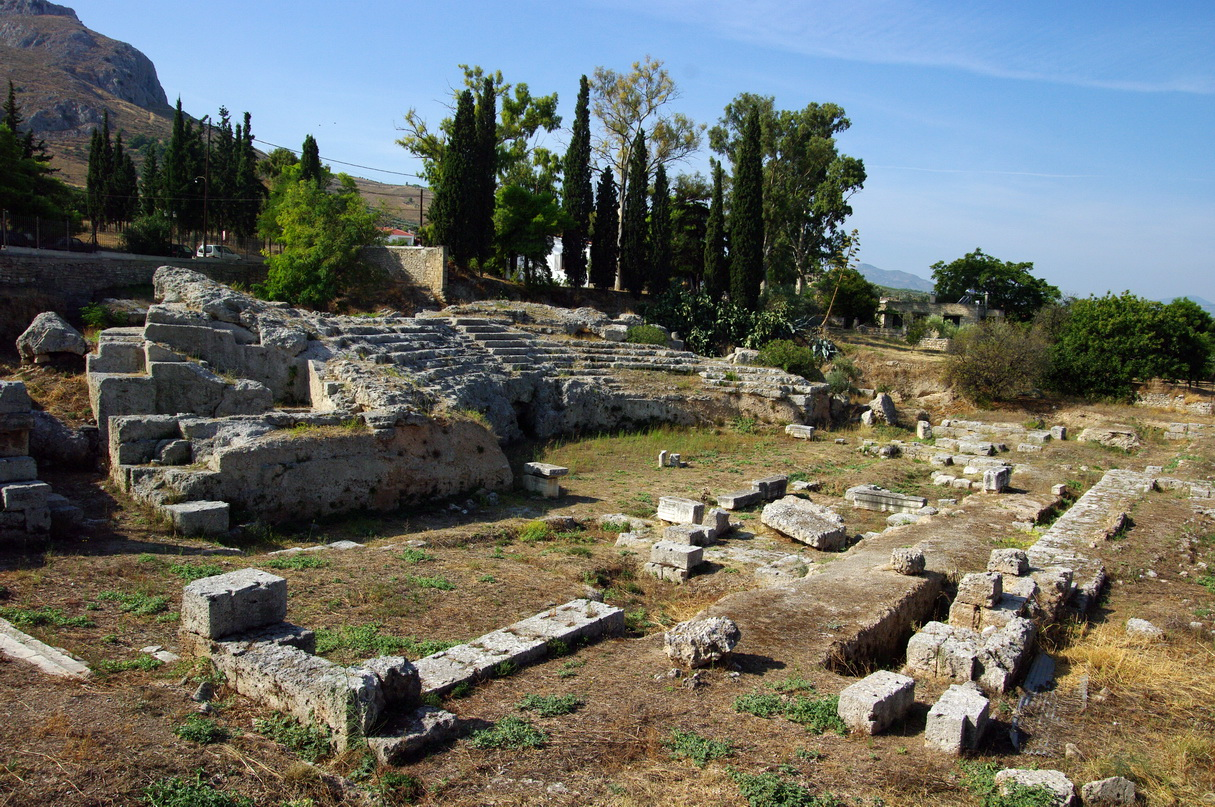
Odeón.

Poco más al norte están los restos del teatro y del odeón, unidos por un edificio de varias plantas reconstruido en el siglo II por Herodes Ático. El teatro, estudiado por R. Stillwell en 1952, es sus restos visibles de época romana, pero también se han indivdualizado vestigios del más antiguo teatro griego, quizás del siglo V a. C. El odeón, exhumado en 1907 y estudiado por Oscar Broneer en 1932, con forma de pequeño teatro cubierto, resulta de implantación romana. Servía preferentemente para espectáculos musicales. Ambos edificios fueron objeto de diversas transformaciones, y en el siglo III fueron utilizados para organizar combates de gladiadores. La orchestra semicircular del teatro podía ser también ampliada para organizar allí espectáculos acuáticos, los llamados tetimimos, representaciones míticas en honor de Tetis.
Las excavaciones se desarrollaron también a lo largo de la ancha calle pavimentada que llevaba del ágora hacia el Lequeo, flanqueada por estrechas aceras y bordeada de pórticos, que permitían poder pasear tanto al sol como a la sombra. La presencia de peldaños muestra que la zona no era utilizada para el tráfico rodado. En su izquierda, más allá de la basílica, se han hallado los restos de un mercado romano con una gran exedra. En la derecha, además de la fuente Anfítrite, están los restos del períbolo de Apolo, un gran patio con columnas famoso en la antigüedad por una gran estatua del dios y por un fresco que representaba el episodio homérico de Odiseo matando a los pretendientes a la mano de Penélope. Más allá hay un edificio termal, quizás identificable con las termas de Euricles recordadas por Pausanias y, aún más lejos del ágora, solo en parte excavados los restos de otras termas más grandes.
Más lejos del centro urbano, unos 400 m al norte del teatro y a lado de los muros, está el complejo del Asclepeion, el santuario del dios de la medicina Asclepio, excavado entre 1929-1934 bajo la supervisión de Ferdinand Jozef Maria de Waele, de la universidad holandesa de Nimega —entonces perteneciente al personal de la Escuela Norteamericana— y publicado en 1951 por C. Roebuck, que completó las excavaciones. Está constituido por un pequeño templo dórico (unos 15 x 8,5 m) y dentro de un gran patio de columnas y por un segundo patio, también conectado al culto de Asclepio, con la fuente que Pausanias llama Lerna. Del Asclepeion proceden muchos elementos anatómicos de terracota (brazo, piernas, manos, pies, etc.) ofrecidos al dios pro una curación obtenida.
A los pies del Acrocorinto, Ronald Strout excavó en 1964 el santuario de Deméter y Coré de la Corinto griega. Los restos bastante mal conservados, abarcan del siglo VI al IV a. C. Allí se reconocen ambientes para banquetes, que formaban parte del ritual del culto, y se han encontrado muchas estatuillas femeninas de terracota y numerosos platos para ofrendas votivas.

## Corintios famosos
- Dinarco, uno de los oradores áticos.
- Diógenes de Sinope, uno de los cínicos más conocidos.
- Eufránor, escultor y pintor del siglo IV a. C.
- Periandro, uno de los Siete Sabios de Grecia.
- Dionisio de Corinto, obispo de Corinto del siglo II.